# Niemen

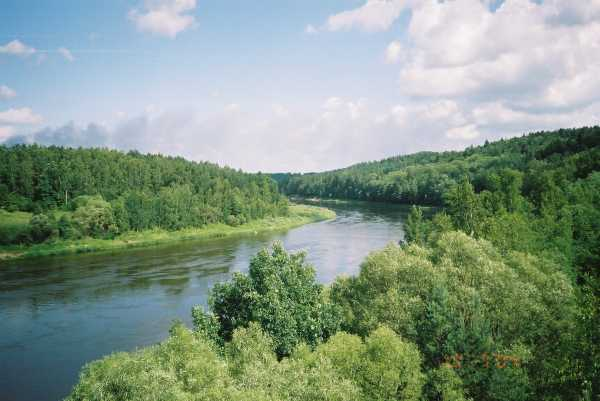
Niemen koło Olity

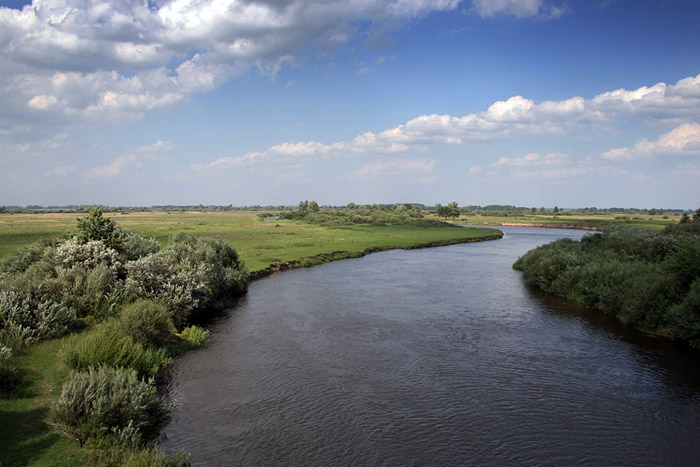
Niemen na trasie Mińsk – Nowogródek

Niemen (biał. Нёман – Nioman, lit. Nemunasⓘ, ros. Неман – Nieman, niem. Memel) – rzeka płynąca przez Białoruś, Litwę i Rosję (obwód królewiecki) o długości 937 km. Wypływa z okolic Mińska. W górnym biegu ma kręty, meandrujący przebieg, w dolnym tworzy zakola i progi. Dzieli się na dwa ramiona (Matrosowkę i Rusnė), uchodzi ośmioramienną deltą do Zalewu Kurońskiego (Morze Bałtyckie).
Największe miasta położone nad Niemnem to Grodno, Druskieniki, Olita, Kowno i Sowieck. Niegdyś rzeka była żeglowna na odcinku 670 km, od Bielicy do ujścia, ale wybudowana w latach 1955−1959 zapora wodna w Kownie, tworząca Zbiornik Kowieński, przerwała żeglowność Niemna - przy zaporze nie ma śluzy. Dzięki systemowi kanałów górna część Niemna (powyżej Zbiornika Kowieńskiego) ma połączenie z dorzeczem Dniepru (przez Kanał Ogińskiego z Prypecią) i dorzeczem Wisły (przez Kanał Augustowski), natomiast dolna część z Kłajpedą (Kanał Kłajpedzki) i przez Kanał Polesski z rzeką Pregołą.
Ważniejsze dopływy prawe:
- Usa (górna)
- Usa (dolna)
- Berezyna[1]
- Mereczanka[1]
- Wilia[1]
- Niewiaża[1]
- Dubissa[1]
- Mitwa
- Minia[1]
- Dzitwa

lewe:
- Łosośna
- Szczara[1]
- Czarna Hańcza[1]
- Szeszupa[1]
- Świsłocz[1]

## Historia
Niemen stanowił główną rzekę Wielkiego Księstwa Litewskiego, jednak jego dolny bieg i ujście znajdowało się w granicach państwa krzyżackiego oraz kolejnych państw w Prusach.
Po III rozbiorze Polski stanowił rzekę graniczną między zaborem pruskim, a rosyjskim. Od 1807 roku, gdy na terenie części zaboru pruskiego utworzono Księstwo Warszawskie, a później Królestwo Polskie (kongresowe), na Niemnie biegła granica z ziemiami włączonymi do Rosji, tzw. ziemiami zabranymi.
W dniach 23–28 września 1920 roku w rejonie Niemna miała miejsce jedna z największych bitew wojny polsko-bolszewickiej (1919–1921) między jednostkami Wojska Polskiego pod dowództwem Józefa Piłsudskiego a wojskami sowieckimi pod dowództwem Michaiła Tuchaczewskiego, zakończona zwycięstwem Polaków i wycofaniem się Rosjan.

## Niemen w sztuce
Niemen często stanowił motyw w malarstwie, literaturze i poezji. Zobacz np.:
- Konrad Wallenrod – poemat historyczny Adama Mickiewicza z czasów walk litewsko-krzyżackich
- Pan Tadeusz – poemat Adama Mickiewicza, którego akcja umieszczona jest w roku 1812, gdy wojska Napoleona przekraczają Niemen, by wyzwolić mieszkających tam Polaków
- Rozłączenie (Za Niemen hen precz... lub Za Niemen nam precz) – pieśń autorstwa Augusta Bielowskiego
- Nad Niemnem – powieść Elizy Orzeszkowej opisująca życie polskiej arystokracji i szlachty zagrodowej pod koniec XIX wieku, około 20 lat po powstaniu styczniowym (1863–1864).
- Hymn Niemiec – hymn Niemiec zawiera słowa opisujące terytorium Niemiec jako Von der Maas bis an die Memel, czyli: Od Mozy aż po Niemen.
- ZNAD ŻEJMIANY (...) – DO NIEMNA - w twórczości Andrzeja Strumiłły.[3]